# 米子市立後藤ヶ丘中学校
米子市立後藤ヶ丘中学校（よなごしりつ ごとうがおかちゅうがっこう）は、鳥取県米子市上後藤にある公立中学校。

## 沿革
- 1947年（昭和22年）4月29日 - 米子市立第四中学校開校、旧米子高女の体育館を間仕切りして借用。
- 1948年（昭和23年）10月30日 - 上後藤（現在地）に独立校舎竣工。
- 1949年（昭和24年）8月31日 - 校舎増築工事完成、全学年収容。
- 1974年（昭和49年）4月1日 - 加茂中学校を分離開校、校名を後藤ヶ丘中学校と改称。
- 1992年（平成4年）9月2日 - 学校週5日制開始
- 2015年（平成27年） - 給食室設備及び管理教室棟大規模改修工事開始。

## 部活動

### 運動部
- バレーボール部（男子・女子）
- バスケットボール部（男子・女子）
- バドミントン部（男子・女子）
- ソフトテニス部（男子・女子）
- 卓球部（男子・女子）
- ソフトボール部
- サッカー部
- 野球部
- 柔道部
- 剣道部
- 陸上部
- 水泳部
- 新体操部
- 駅伝部

### 文化部
- 吹奏楽部
- 理科部
- 美術部
- 家庭科部
- 茶道部

## 委員会

### 各組織
- 生徒会執行部
- 中央委員会
- 専門委員会
- 学級生徒会

### 委員会
- 中央委員会

#### 専門委員会
- 生活委員会
- 保健委員会
- 文化委員会
- 美化委員会
- 給食委員会
- 図書委員会
- 福祉委員会

## PTA活動
- 体育祭バザー
- 卒業生DVD作成
- 茶話会
- ほっと汁(豚汁)
- PTA執行部会
- 中学校区PTA 三校合同研修会
- 合同専門部委員会

## 校区
- 校区は、義方小学校、住吉小学校の通学区域となっている。

## アクセス
- 西日本旅客鉄道（JR西日本）境線 三本松口駅より700m。

## 著名な関係者

### 出身者

#### スポーツ選手
- 中田浩二（サッカー選手） - 鹿島アントラーズ
- 山本エドワード（バスケットボール選手） - アクアテック（地域リーグ）
- 九里亜蓮（プロ野球選手） - オリックス・バファローズ※3年2学期より東山中へ転校
- 入江聖奈（アマチュアボクシング選手）
- 三上紗也可（飛込選手）

#### その他
- 今井聖（俳人）
- 藤原聡（ミュージシャン、作詞家、作曲家） - Official髭男dism
- 米子（よねこ）

### 教職員
- 板見甲子夫（教育者） - 元教員